# Copa Colsanitas 2016
Copa Colsanitas 2016 byl tenisový turnaj pořádaný jako součást ženského okruhu WTA Tour, který se hrál v Clubu Campestre El Rancho na otevřených antukových dvorcích. Konal se mezi 11. až 17. dubnem 2016 v kolumbijském hlavním městě Bogota jako devatenáctý ročník turnaje.
Turnaj s rozpočtem 250 000 dolarů patřil do kategorie WTA International Tournaments. Nejvýše nasazenou hráčkou ve dvouhře byla šestnáctá hráčka žebříčku Elina Svitolinová z Ukrajiny, kterouv úvodním kole vyřadila Ruska Alexandra Panovová. Jako poslední přímá účastnice do dvouhry nastoupila 242. francouzská hráčka žebříčku Sherazad Reixová.
Vítězkou dvouhry se stala Američanka Irina Falconiová, která tak na okruhu WTA Tour vybojovala premiérový titul. Čtyřhřu ovládl španělsko-německý pár Lara Arruabarrenová a Tatjana Mariová.

## Distribuce bodů a finančních odměn

### Distribuce bodů
| Soutěž  | vítězky | finalistky | semifinalistky | čtvrtfinalistky | 16 v kole | 32 v kole | Q  | Q3 | Q2 | Q1 |
| ------- | ------- | ---------- | -------------- | --------------- | --------- | --------- | -- | -- | -- | -- |
| dvouhra | 280     | 180        | 110            | 60              | 30        | 1         | 18 | 14 | 10 | 1  |
| čtyřhra | 280     | 180        | 110            | 60              | 1         | —         | —  | —  | —  | —  |

### Finanční odměny
| Soutěž                                | vítězky | finalistky | semifinalistky | čtvrtfinalistky | 16 v kole | 32 v kole | Q2     | Q1   |
| ------------------------------------- | ------- | ---------- | -------------- | --------------- | --------- | --------- | ------ | ---- |
| dvouhra                               | $43 000 | $21 400    | $11 500        | $6 175          | $3 400    | $2 100    | $1 020 | $600 |
| čtyřhra                               | $12 300 | $6 400     | $3 435         | $1 820          | $960      | —         | —      | —    |
| částky ve čtyřhře jsou uváděny na pár |         |            |                |                 |           |           |        |      |

## Ženská dvouhra

### Nasazení
| Stát                         | Hráčka                      | WTA  | Nasazení |
| ---------------------------- | --------------------------- | ---- | -------- |
| Ukrajina                     | Elina Svitolinová           | 16.  | 1.       |
| Brazílie                     | Teliana Pereirová           | 49.  | 2.       |
| Kolumbie                     | Mariana Duqueová Mariñová   | 77.  | 3.       |
| Španělsko                    | Lara Arruabarrenová         | 80.  | 4.       |
| USA                          | Irina Falconiová            | 91.  | 5.       |
| Německo                      | Tatjana Mariová             | 105. | 6.       |
| Španělsko                    | Lourdes Domínguezová Linová | 112. | 7.       |
| USA                          | Anna Tatišviliová           | 116. | 8.       |
| Žebříček WTA k 4. dubnu 2016 |                             |      |          |

### Jiné formy účasti
Následující hráčky obdržely divokou kartu do hlavní soutěže:
- Emiliana Arangová
- Nadia Echeverría Alamová
- Yuliana Lizarazová

Následující hráčky postoupily z kvalifikace:
- Sanaz Marandová
- Tereza Martincová
- Chloé Paquetová
- Catalina Pellová
- Conny Perrinová
- Daniela Seguelová

### Odhlášení
před zahájením turnaje
- Jana Čepelová → nahradila ji Amra Sadikovićová
- Lauren Davisová → nahradila ji Sílvia Solerová Espinosová
- Alexa Glatchová → nahradila ji Marina Melnikovová
- Kristína Kučová → nahradila ji Paula Cristina Gonçalvesová
- Varvara Lepčenková → nahradila ji Alexandra Panovová
- Alizé Limová → nahradila ji Elica Kostovová
- Petra Martićová → nahradila ji Laura Pousová Tiová
- Christina McHaleová → nahradila ji İpek Soyluová

## Ženská čtyřhra

### Nasazení
| Stát                                                                     | Hráčka                      | Stát    | Hráčka             | WTA  | Nasazení |
| ------------------------------------------------------------------------ | --------------------------- | ------- | ------------------ | ---- | -------- |
| Španělsko                                                                | Lara Arruabarrenová         | Německo | Tatjana Mariová    | 109. | 1.       |
| USA                                                                      | Irina Falconiová            | Rusko   | Alexandra Panovová | 191. | 2.       |
| Paraguay                                                                 | Verónica Cepedeová Roygová  | Rusko   | Marina Melnikovová | 203. | 3.       |
| Brazílie                                                                 | Paula Cristina Gonçalvesová | USA     | Sanaz Marandová    | 221. | 4.       |
| Žebříček WTA k 4. dubnu 2016; číslo je součtem umístění obou členek páru |                             |         |                    |      |          |

### Jiné formy účasti
Následující pár obdržel divokou kartu do hlavní soutěže:
- Nadia Echeverría Alamová /  Yuliana Lizarazová

## Přehled finále

### Ženská dvouhra
- Irina Falconiová vs.  Sílvia Solerová Espinosová, 6–2, 2–6, 6–4

### Ženská čtyřhra
- Lara Arruabarrenová /  Tatjana Mariová vs.  Gabriela Céová /  Andrea Gámizová, 6–2, 4–6, [10–8]